# Phyllomyia pilosa
Phyllomyia pilosa är en tvåvingeart som först beskrevs av Wulp 1890.  Phyllomyia pilosa ingår i släktet Phyllomyia och familjen parasitflugor. Inga underarter finns listade i Catalogue of Life.